# Mad Max bortom Thunderdome
Mad Max bortom Thunderdome (engelska: Mad Max Beyond Thunderdome) är en australisk-amerikansk film. Den hade biopremiär i USA den 10 juli 1985.

## Handling
Mel Gibson spelar för tredje gången den före detta polisen Mad Max i denna postapokalyptiska science fiction-film. Filmen utspelar sig efter ett fiktivt kärnvapenkrig.
Efter att ha blivit bestulen på alla sina ägodelar av en lågflygande pilot (samme pilot som i The Road Warrior) och hans son i en Transavia PL-12 Airtruk kommer Mad Max till staden Bartertown "bytesstaden", som styrs av Aunty Entity (Tina Turner). Aunty lovar Mad Max att han ska få tillbaka sin egendom om han dödar Blaster, ena halvan i en duo som kontrollerar stadens metangaskraftverk som drivs av grisspillning, den enda kraftkällan i staden som ger elektricitet. Blaster är ett jättelikt muskelberg medan den andra halvan av duon, Master, är en dvärg som är den ende som har det tekniska kunnandet för att sköta kraftverket och som tar sig friheter som inte Aunty kan tolerera. Aunty vill inte att det ska komma ut att det är hon som vill döda Blaster så Mad Max instrueras att provocera fram ett bråk med Blaster, där han även provar sin visselpipa på Blaster som får panik av ljudet. Detta leder i sin tur att de två i enlighet med stadens lagar möts i en duell till döden i stadens gladiatorarena, Thunderdome. När Max under striden lyckas använda sin visselpipa och slå av Blasters hjälm visar det sig att han lider av Downs syndrom och Max ångrar sig därför och vill inte längre utföra sin del av avtalet. Blaster dödas dock av Auntys vakter och Max döms till att skickas ut i öknen fastbunden på en häst utan mat och vatten som straff för att han bröt avtalet.
Mad Max hittas senare liggande i öknen av en stam med barn som bor i en skyddad flodravin. Barnen är överlevande från en jumbojet som befann sig i luften när katastrofen kom. De vuxna, med piloten Walker i spetsen har för länge sen gett sig av och barnen har bildat en slags cargokult med halvt ihågkomna minnen från tiden före kriget och pratar en sorts pidginengelska. Barnen tror att Max är piloten Walker som ska ta deras jumbojetvrak i luften igen och flyga tillbaka dem till civilisationen igen. När Max förnekar detta splittras stammen och en grupp bryter sig ut för att ta sig över öknen i riktning mot Bartertown där de tror civilisationen finns. Max sätter av efter dem för att rädda dem och inser att den enda som kan hjälpa barnen till en bättre framtid är Master med sitt tekniska kunnande. Barnen och Max tar sig in i Bartertown och får med sig Master ut, tätt förföljda av Aunty och hennes styrkor. Gruppen råkar hitta piloten (samma person som stal Max egendom) och hans son som äger ett fungerande flygplan som räddar dem och tar dem till stad där de bildar ett nytt samhälle. Mad Max blir dock kvar, men Aunty låter honom leva och han vandrar vidare ut i ödemarken.

## Om filmen
Detta är den tredje filmen i serien om Mad Max som inleddes med Mad Max och The Road Warrior.

## Rollista (i urval)
- Mel Gibson - 'Mad' Max Rockatansky
- Tina Turner - Aunty Entity
- Bruce Spence - Jedediah the Pilot
- Adam Cockburn - Jedediah Jr.
- Frank Thring - The Collector
- Angelo Rossitto - The Master
- Paul Larsson - The Blaster
- Angry Anderson - Ironbar